# Pararctia avia
Pararctia avia är en fjärilsart som beskrevs av Jacob Hübner 1804. Pararctia avia ingår i släktet Pararctia och familjen björnspinnare. Inga underarter finns listade i Catalogue of Life.